# Martin Kolář
Martin Kolář, né le 18 septembre 1983, est un footballeur tchèque évoluant à l'Apollon Limassol.
Joueur réputé très technique, il est doté d'une bonne frappe.
Formé aux Bohemians de Prague. Il débarque au Anderlecht en 2002. À la suite d'une grave blessure encourue lors d'un match au Standard de Liège sur un tacle dangereux d'Önder Turacı, il n'a plus retrouvé son niveau et donc prêté à plusieurs reprises à Stoke City, à Westerlo et à l'AC Ajaccio.

## Carrière
- 2001-2002 : Bohemians Prague ( République tchèque) (11 matchs, 1 but)
- 2002-2003 : RSC Anderlecht ( Belgique) (24 matchs, 1 but)
- 2003-2004 : RSC Anderlecht ( Belgique) (18 matchs 1 but)
- 2004-2005 : RSC Anderlecht ( Belgique) (0 match)
- 2005 : Stoke City ( Angleterre) (14 matchs, 1 but)
- 2006 : KVC Westerlo ( Belgique) (13 matchs, 1 but)
- 2006-2007 : AC Ajaccio ( France) (23 matchs)
- 2007-2008 : Helsingborgs IF ( Suède) (10 matchs)
- 2009-2010 : AE Paphos ( Chypre) (34 matchs, 1 but)
- 2010- : Apollon Limassol ( Chypre)